# Bernard Behrens
Bernard Behrens (Londra, 28 settembre 1926 – 19 settembre 2012) è stato un attore britannico naturalizzato canadese.

## Biografia
Nato e cresciuto a Londra, in Inghilterra, si trasferì in Canada allo scoppio della Seconda guerra Mondiale. Stabilitosi a Winnipeg, Manitoba, fondò una compagnia teatrale con Bill Walker, Helene Winston e Peggy Green nel 1951.
Fu principalmente associato a ruoli teatrali per compagnie come il Dominion Drama Festival, il Canadian Players e lo Stratford Festival, oltre a tornare talvolta nel Regno Unito per esibirsi al Bristol Old Vic.
Esordì nel 1961, nel telefilm della CBC Macbeth di Shakespeare, nel ruolo di Lennox.
Grazie alla sua esperienza teatrale partecipò ad altre opere drammatiche come Playdate della CBC, e in Festival, nel ruolo di Orazio.
A partire dagli anni settanta è apparso in una ventina di film, tra cui il film romantico d'avventura Il corsaro della Giamaica di James Goldstone e il film western francese Un altro uomo, un'altra donna di Claude Lelouch.
Nel 1980, fu scelto per il ruolo di Robert Lingstrom nell'horror soprannaturale di Peter Medak Changeling. Fu scelto innumerevoli volte per interpretare il ruolo di un medico, che interpretò nella commedia romantica di Jack Smight Quattro passi sul lenzuolo, nel dramma di Daniel Petrie Resurrection, e nel dramma di Clarke Mackey Taking Care. Negli anni ottanta prese parte a film come l'horror fantascientifico Il pianeta del terrore, il thriller d'azione di Clint Eastwood Firefox - Volpe di fuoco, la commedia fantascientifica di Carl Reiner Ho perso la testa per un cervello, la commedia romantica di Howard Zieff Un'adorabile infedele e la commedia di Jesse Vint Another Chance.
Fu candidato come miglior attore non protagonista in un programma o serie drammatica alla prima edizione dei Gemini Awards del 1986 per il film televisivo Turning to Stone del 1985, e come miglior attore ospite in un programma drammatico alla ventesima edizione dei Gemini Awards per un'apparizione in This Is Wonderland del 2005.
È stato premiato due volte ai Gemini Awards come miglior attore in un film per la televisione o miniserie alla sesta edizione del Gemini Award nel 1992 per la sua interpretazione nella serie antologica drammatica Saying Goodbye del 1990, e miglior attore non protagonista in un programma o serie drammatica alla nona edizione del Gemini Award nel 1995 per il film per la televisione Coming of Age del 1993.

## Filmografia parziale

### Cinema
- Il corsaro della Giamaica (Swashbuckler), regia di James Goldstone (1976)
- Un altro uomo, un'altra donna (Un autre homme, une autre chance), regia di Claude Lelouch (1977)
- Quattro passi sul lenzuolo (Loving Couples), regia di Jack Smight (1980)
- Il pianeta del terrore (Galaxy of Terror), regia di Bruce D. Clark (1981)
- Firefox - Volpe di fuoco (Firefox), regia di Clint Eastwood (1982)
- Ho perso la testa per un cervello (The Man with Two Brains), regia di Carl Reiner (1983)
- Un'adorabile infedele (Unfaithfully Yours), regia di Howard Zieff (1984)
- Allarme rosso (Warning Sign), regia di Hal Barwood (1985)
- Bufera in Paradiso (Trapped in Paradise), regia di George Gallo (1994)
- Confessione finale (Mother Night), regia di Keith Gordon (1996)

### Televisione
- Festival – serie TV, 8 episodi (1962-1966)
- Capitani e Re (Captains and the Kings) – serie TV, 4 episodi (1976)
- Uno sceriffo a New York (McCloud) – serie TV, un episodio (1977)
- La casa nella prateria (Little House on the Prairie) – serie TV, un episodio (1977)
- La donna bionica (Bionic Woman) – serie TV, 2 episodi (1977)
- Kojak – serie TV, un episodio (1977)
- Starsky & Hutch – serie TV, episodio 3x13 (1977)
- Baretta – serie TV, 2 episodi (1977-1978)
- Colombo (Columbo) – serie TV, un episodio (1978)
- Dallas – serie TV, 2 episodi (1981-1982)
- Hill Street giorno e notte (Hill Street Blues) – serie TV, un episodio (1982)
- CHiPs – serie TV, un episodio (1982)
- Ai confini della realtà (The Twilight Zone) – serie TV, un episodio (1985)
- Alfred Hitchcock presenta (Alfred Hitchcock Presents) – serie TV, 3 episodi (1987-1989)
- Street Legal – serie TV, 3 episodi (1987-1991)
- Venerdì 13 (Friday the 13th: The Series) – serie TV, 3 episodi (1988-1989)
- Dracula: The Series – serie TV, 21 episodi (1990-1991)
- Hiroshima, regia di Koreyoshi Kurahara e Roger Spottiswoode – film TV (1995)

## Doppiatori italiani
Nelle versioni in italiano delle opere in cui ha recitato, Bernard Behrens è stato doppiato da:
- Bruno Persa ne Il corsaro della Giamaica
- Willy Moser in La casa nella prateria
- Sergio Rossi in Starsky & Hutch
- Bruno Alessandro ne Il pianeta del terrore
- Mario Chiocchio in Firefox - Volpe di fuoco
- Cip Barcellini in Ai confini della realtà
- Renato Mori in Alfred Hitchcock presenta (ep. 3x04)
- Giancarlo Padoan in Hiroshima